# Bongheat
Bongheat – miejscowość i gmina we Francji, w regionie Owernia-Rodan-Alpy, w departamencie Puy-de-Dôme.
Według danych na rok 1990 gminę zamieszkiwało 221 osób, a gęstość zaludnienia wynosiła 20 osób/km² (wśród 1310 gmin Owernii Bongheat plasuje się na 629. miejscu pod względem liczby ludności, natomiast pod względem powierzchni na miejscu 772.).